# Semur-en-Vallon
Semur-en-Vallon è un comune francese di 470 abitanti situato nel dipartimento della Sarthe nella regione dei Paesi della Loira.

## Società

### Evoluzione demografica
Abitanti censiti